# La ronda (película)
La ronda es una película argentina estrenada el 29 de mayo de 2008, dirigida por Inés Braun y escrita por Inés Braun con la colaboración de Walter Jakob.

## Argumento
En el bar "La ronda", Javier termina su relación con Lucía, quien trabaja ahí como camarera. Más tarde Javier conoce a Mónica, que no se siente atraída por él sino por Luis, el pintor de su casa. Pero luego el pintor termina el trabajo. De casualidad, Luis conoce a Julia, quien se interesa en él solo porque cree que es una artista. Cuando se da cuenta de lo que en realidad hace, se aleja. Más tarde Julia conoce a Max, un director de cine. Se sienten atraídos mutuamente y él le ofrece un papel en su película. Todo sucede en el bar "La ronda", donde el círculo se cierra de manera inesperada. Esta estructura circular de relaciones está inspirada en la obra de teatro homónima de Arthur Schnitzler.

## Reparto
- Mercedes Morán ... Mónica
- Fernán Mirás ... Javier
- Sofía Gala Castiglione ... Lucía
- Leonora Balcarce ... Julia
- Rafael Spregelburd ... Luis
- Walter Jakob ... Max
- Daniel Hendler ... Pedro
- Lucila Mangone ... Ana
- Vana Passeri ... Vana
- Martín Piroyansky ... Agustín